# Karl Czasny
Karl Czasny (* 2. Jänner 1949 in Wien) ist ein österreichischer Philosoph und Sozialwissenschaftler. Seine philosophischen Publikationen konzentrieren sich auf die Erkenntnistheorie und beschreiben eine Position, die er als „transzendentalen Pragmatismus“ bezeichnet. Ausgehend von der durch Jürgen Habermas in Erkenntnis und Interesse geleisteten Verknüpfung der Transzendentalphilosophie mit dem Pragmatismus und der marxistischen Gesellschaftskritik, bemüht sich Czasny um erkenntniskritische Rekonstruktion wichtiger Grundbegriffe der Natur-, Sozial- und Formalwissenschaften. Er verbindet diese Rekonstruktion mit Kritik am mehr oder minder differenzierten Realismus vieler Wissenschaftstheoretiker.

## Leben
Karl Czasny studierte an der Universität Wien die Fächer Philosophie, Soziologie, Psychologie und Statistik. Er schloss das Studium 1974 mit einer Dissertation zum Thema Bürgerliche Handlungstheorie und Marxsche Gesellschaftsanalyse ab. Nach einem dreijährigen Aufenthalt in West-Berlin, wo er an einem industriesoziologischen Forschungsprojekt der DFG mitwirkte, kehrte er nach Österreich zurück.
Mit kurzer Unterbrechung durch eine Tätigkeit als Betreuer in einem Jugendzentrum arbeitete er hier als Soziologe in verschiedenen Bereichen der angewandten Sozialforschung. Dabei konzentrierte er sich ab 1984 zunehmend auf stadtsoziologische Fragestellungen. Im genannten Arbeitsfeld war er zunächst bis 1990 am Wiener Institut für Stadtforschung tätig. Nach der Schließung dieses Instituts gründete er gemeinsam mit einigen Kollegen das Stadt- und Regionalwissenschaftliche Zentrum, an dem er bis 2008 hauptsächlich Fragen des Wohnens und des Wohnungsmarktes untersuchte. 2009 wechselte er zum Magistrat der Stadt Wien ins Referat für Stadtforschung und Raumanalysen. Seit 2013 ist er Pensionist.
Nachdem er in seiner Dissertation die Thematik einer nicht-objektivistischen Methodologie der Sozialwissenschaften behandelt hatte, beschäftigte er sich neben seiner beruflichen Tätigkeit als Soziologe schon seit den achtziger Jahren mit erkenntnistheoretischen Problemen der Naturwissenschaften. Von 1994 bis 2010 arbeitete er dann an einer systematischen Kritik des Objektivismus in der Physik. Seit dem Abschluss dieses Projekts untersucht er nun andere Fragestellungen der Erkenntniskritik. Er arbeitet auch immer wieder an publizistischen und literarischen Texten.

## Philosophische Publikationen

### Bücher
- Das bedrohte Subjekt. Beiträge zur pragmatistischen Transzendentalphilosophie. Academia, Baden-Baden 2021, ISBN 978-3-89665-944-6.
- Kritik des Arbeitswerts. Zum zentralen Begriff der ökonomischen Theorie von Karl Marx. Papy-Rossa Verlag, Köln 2018, ISBN 978-3-89438-681-8.
- Die letzten Undinge. Eine erkenntniskritische Auseinandersetzung mit der Angst vor dem Tod. Verlag Karl Alber, Freiburg im Breisgau 2014, ISBN 978-3-495-48659-7.
- Erkenntnistheoretische Grundlagen der klassischen Physik. Bände I und II. Grin Verlag, München 2010 (2. überarb. Aufl.: Disserta Verlag, Hamburg 2014, ISBN 978-3-95425-568-9 und ISBN 978-3-95425-570-2.)
- Quantenphysik als Herausforderung der Erkenntnistheorie. Verlag Karl Alber, Freiburg im Breisgau 2010, ISBN 978-3-495-48410-4.
- Bürgerliche Handlungstheorie und Marxsche Gesellschaftsanalyse. Dissertation, Universität Wien 1973.

### Aufsätze (Auswahl)
- Tatbestand Leben. Erkenntniskritische Betrachtung der Lebenswissenschaften. In: Das bedrohte Subjekt. Beiträge zur pragmatistischen Transzendentalphilosophie. Academia, Baden-Baden 2021. Seite 13
- Entropie als Elchtest. Objektivistische Physik in Schleudergefahr. In: Das bedrohte Subjekt. Beiträge zur pragmatistischen Transzendentalphilosophie. Academia, Baden-Baden 2021. Seite 146
- Über eine neue Metaphysik des Realen. Zum sogenannten Neuen Realismus des Markus Gabriel. In: Das bedrohte Subjekt. Beiträge zur pragmatistischen Transzendentalphilosophie. Academia, Baden-Baden 2021, Seite 291.
- Meine gesammelten Vorurteile über Poststrukturalismus. In: Das bedrohte Subjekt. Beiträge zur pragmatistischen Transzendentalphilosophie. Academia, Baden-Baden 2021. Seite 245
- Zweifel, Gewissheit, Glaube und Auferstehung. In: Das bedrohte Subjekt. Beiträge zur pragmatistischen Transzendentalphilosophie. Academia, Baden-Baden 2021. Seite 237
- Das Prinzip der kleinsten Wirkung und der liebe Gott. Erstmals publiziert in: Leibniz Online. Jg. 2015, Nr. 17 (Zeitschrift der Leibniz-Sozietät der Wissenschaften zu Berlin).
- Das Kreuz der Physiker mit dem lieben Gott. Erstmals publiziert in: profil (2010)  online
- Quantenphysik als Herausforderung der Erkenntnistheorie. Zu einigen Hauptthesen der gleichnamigen Studie. Publiziert 2019 auf der Homepage des Autors.